# Heliconia sucrei
Heliconia sucrei är en enhjärtbladig växtart som beskrevs av Humberto de Souza Barreiros. Heliconia sucrei ingår i släktet Heliconia och familjen Heliconiaceae. Inga underarter finns listade.